# 吉迪恩·丹尼爾·希爾勒
吉迪恩·丹尼爾·希爾勒（Gideon Daniel Searle，1846年2月13日—1917年1月22日）出生于蘭道夫縣，卒于芝加哥，是一名药剂师，也是制药公司G.D.希尔勒公司的创始人，该公司于1888年在奥马哈成立，1910年迁至芝加哥，随后迁至斯科基，1987年被孟山都公司以 27亿美元收购。